# Premana Premadi
Premana Wardayanti Premadi (sinh ngày 13 tháng 7 năm 1964) là một nhà thiên văn học người Indonesia, là giáo sư tại Viện Công nghệ Bandung. Bà là người đứng đầu Đài quan sát Bosscha từ năm 2018.

## Đầu đời và học vấn
Premadi sinh ra ở Surabaya, Đông Java vào ngày 13 tháng 7 năm 1964. Cha bà là một bác sĩ phẫu thuật còn mẹ là y tá. Bà học tiểu học một thời gian ngắn ở Palembang trước khi tiếp tục học ở Jakarta. Trong một cuộc phỏng vấn, Premadi chia sẻ rằng nguồn cảm hứng nghiên cứu thiên văn học của bà bắt nguồn từ các giáo viên trung học và từ những hình ảnh của chương trình Voyager. Bà đạt bằng cử nhân thiên văn học từ Viện Công nghệ Bandung (ITB) năm 1988, sau đó nhận bằng tiến sĩ từ Đại học Texas ở Austin năm 1996. Bà là người phụ nữ Indonesia đầu tiên nhận bằng tiến sĩ vật lý thiên văn. Theo Premadi, bà là người phụ nữ và người châu Á duy nhất theo học vật lý thiên văn ở Austin vào thời điểm đó. Luận án của Premadi mang tên, The Study of Light Propagation in Inhomogeneous Universes Using the Gravitational Lensing Method. Richard Matzner là người hướng dẫn luận án của Premadi và Hugo Martel là cố vấn. Bà được Cécile DeWitt-Morette giới thiệu với Matzner.

## Sự nghiệp
Sau khi hoàn thành bằng tiến sĩ ở Texas, bà quay về Indonesia và bắt đầu giảng dạy thiên văn học tại ITB. Bà giúp phát triển chương trình giảng dạy về thiên văn học ở trường này. Bà là người đứng đầu Đài quan sát Bosscha ở Lembang, Tây Java vào năm 2018. Dưới sự lãnh đạo của Premana, đài quan sát tập trung vào quan sát mặt trời do thiếu trang thiết bị. Bà còn tham gia xây dựng Đài thiên văn Timau ở Timor. Bà còn hoạt động tiếp cận khoa học, sáng lập chi nhánh Nhận thức Vũ trụ của Indonesia vào năm 2007 để dạy thiên văn học cho trẻ nhỏ và chủ tịch tổ chức đến năm 2013.
Premadi là chủ tịch Hiệp hội Thiên văn Indonesia từ năm 2001 đến năm 2010. Bà được bổ nhiệm làm giáo sư về tiến hóa cấu trúc vũ trụ tại ITB vào tháng 8 năm 2023.

## Gia đình
Bà kết hôn với Yudi Soeharyadi, giảng viên toán học tại ITB. Năm 2010, Premadi được chẩn đoán mắc bệnh xơ cứng. Bà sau đó thành lập Quỹ ALS Indonesia giữ chức chủ tịch tổ chức này.

## Vinh danh
Vành đai tiểu hành tinh 12937 Premadi, do C. J. van Houten phát hiện vào năm 1960, được đặt theo tên bà vào năm 2017. Bà là nhà thiên văn học nữ đầu tiên ở Indonesia được đặt tên cho một tiểu hành tinh. Bà được trao học bổng danh dự của Hội Thiên văn Hoàng gia vào năm 2023.